# ویرنا دیاس
ویرنا دیاس (انگلیسی: Virna Dias؛ زادهٔ ۳۱ اوت ۱۹۷۱) بازیکن والیبال اهل برزیل است.